# Brvnište
Brvnište este o comună slovacă, aflată în districtul Považská Bystrica din regiunea Trenčín. Localitatea se află la altitudinea de 360 m deasupra n.m., se întinde pe o suprafață de 6,94 km2 și în 2017 număra 1.193 de locuitori.

## Istoric
Localitatea Brvnište este atestată documentar din 1598.

## Demografie
| An:                | 1994 | 2004   | 2014   | 2024   |
| ------------------ | ---- | ------ | ------ | ------ |
| Număr de persoane: | 1154 | 1170   | 1190   | 1167   |
| Diferență:         |      | +1,38% | +1,70% | −1,93% |

| An:                | 2023 | 2024   |
| ------------------ | ---- | ------ |
| Număr de persoane: | 1172 | 1167   |
| Diferență:         |      | −0,42% |